# آلبرتو زوزایا
آلبرتو زوزایا (اسپانیایی: Alberto Zozaya‎؛ ۱۳ آوریل ۱۹۰۸ – ۱۷ فوریه ۱۹۸۱) یک بازیکن فوتبال در پست مهاجم اهل آرژانتین بود.

## باشگاهی
از باشگاه‌هایی که در آن بازی کرده‌است می‌توان به باشگاه فوتبال ریسینگ کلاب و استودیانتس اشاره کرد.

## تیم ملی
وی همچنین در تیم ملی فوتبال آرژانتین بازی کرده‌است.